# Звягино (Чулковский сельсовет)
Звя́гино — деревня в Вачском районе Нижегородской области. Входит в состав Чулковского сельсовета.
В прошлом — деревня Больше-Загаринского прихода Загаринской волости Муромского уезда Владимирской губернии.
Находится на расстоянии около 1 км на юго-запад от села Чулково.

## Звягино в исторических документах
- В писцовых книгах 1628—1630 годов написано, что «в деревне Звягиной 9 дворов крестьянских и 2 двора пустых», и что деревня принадлежит боярину Михаилу Борисовичу Шеину (известному полководцу и государственному деятелю России XVII века).
- В окладных книгах Рязанской епархии за 1676 год она упоминается в составе «прихода села Загарина» и отмечается, что в «деревне Звягина» было 13 дворов крестьянских.
- В «Историко-статистическом описании церквей и приходов Владимирской Епархии» за 1897 год сказано, что в деревне Звягино 18 дворов.

## Население
| 1859 | 1905 | 1926 | 1999 | 2002 | 2010 |
| ---- | ---- | ---- | ---- | ---- | ---- |
| 113  | ↗135 | ↗154 | ↘29  | ↘22  | ↘21  |

## Звягино сегодня
Звягино — небольшая деревня, имеющая один «порядок» (улицу) расположенных с двух сторон домов. В настоящее время в Звягино нет никаких предприятий, учреждений, торговых точек, однако близость к центру сельсовета частично нивелирует отсутствие перечисленного. Есть стационарный телефон(831-73)75-209.
Доехать до Звягино на автомобиле можно по автодороге Р125 Муром — Нижний Новгород, повернув у Федурино (рядом с поворотом на Вачу) в сторону Чулково, проехав по асфальтированной дороге около 16 км, съехать с неё налево и преодолеть ещё около 300 м по полевой дороге.
Также можно воспользоваться автобусом № 100, курсирующим по маршруту Павлово — Вача — Чулково, выйдя на последней перед Чулковым остановке.